# Peromyscus aztecus
Peromyscus aztecus là một loài động vật có vú trong họ Cricetidae, bộ Gặm nhấm. Loài này được Saussure mô tả năm 1860.